# Ryzec osikový
Ryzec osikový (Lactarius controversus) je nejedlá houba z čeledi holubinkovitých (Russulaceae) a řádu holubinkotvarých (Russulares).

## Popis
Klobouk je 50–250 mm široký,  v mládí vypouklý, později plošší až téměř nálevkovitý, bělavý, s načervenalými skvrnami, na povrchu velmi často znečištěný, jemně plstnatý, za vlhka lepkavý. Lupeny jsou narůžovělé, třeň je 30–50 mm dlouhý a 20–40 mm široký, tvrdý, bělavý. Dužnina je rovněž bělavá, ve třeni žloutnoucí. Mléko je bílé, dost palčivé chuti. Vůně je ovocná, mírně nasládlá.

## Výskyt
Vyskytuje se nehojně od června do října pod osikami a dalšími topoly, vzácně i pod vrbami. Daří se mu především na těžkých jílovitých půdách.

## Význam
Obecně je pro svou štiplavou chuť považován za nejedlý.
Je možná záměna za ryzec peprný (Lactarius piperatus) či ryzec plstnatý (Lactarius vellereus), případně i za některé bělavě zbarvené holubinky, z nichž ale neteče mléko.